# گردشگری در تهران

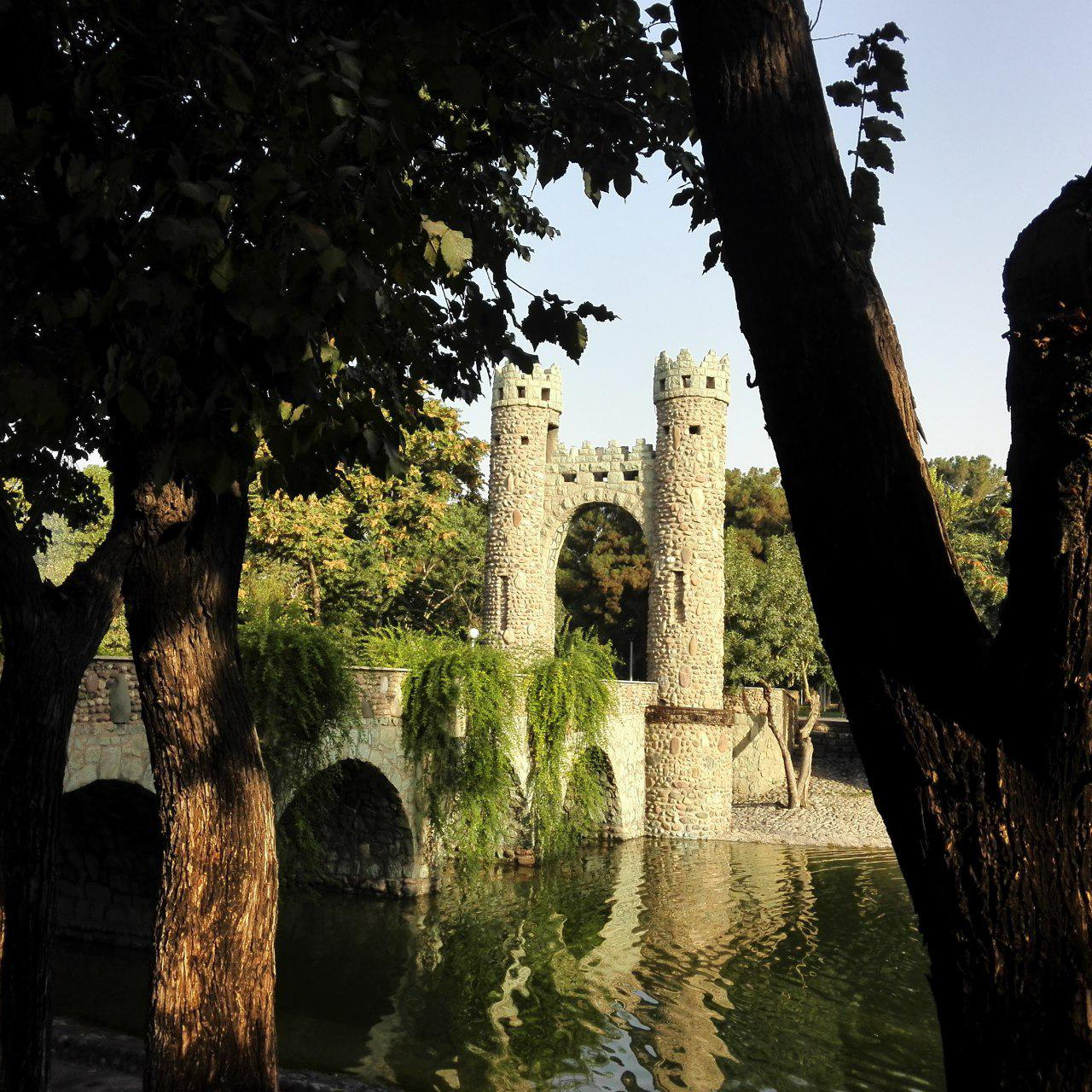
بوستان فدائیان اسلام

این مقاله به‌گردشگری در شهر تهران می‌پردازد. تهران یکی از مهم‌ترین مراکز گردشگری ایران است و این شهر دارای مجموعه‌ای از جاذبه‌های معروف گردشگری است. در سال ۱۳۹۶ اعلام شد که سالانه یک میلیون و ۲۰۰ هزار گردشگر خارجی از تهران بازدید کرده‌اند. بی‌ثباتی منطقه خاورمیانه، سیاست‌های خارجی جمهوری اسلامی ایران و محدودیت‌های داخلی ایران باعث کاهش تعداد گردشگران شده‌است. همچنین رجی در ایران و تهران شده‌است.تهران با تاریخ و پیشینه بسیار قدیمی‌اش یکی از مهمترین شهرهای ایران است که دارای جاذبه های دیدنی و تاریخی بسیار زیادی است 

## فهرست مکان‌های گردشگری تهران
این فهرست شامل همه جاهای دیدنی تهران نمی‌شود و فقط آن‌هایی که معروف‌تر بودند ذکر شده‌اند.
| تهران قدیم | هنری | فرهنگی/تاریخی |
| --- | --- | --- |
| - مجموعه برج آزادی - خانه و موزه مقدم - باغ‌موزه قصر - باغ نگارستان - عمارت مسعودیه - مدرسه دارالفنون - عمارت کاظمی - کاروانسرای خانات - قنات آب شهرک امید - سردر باغ ملی - ایستگاه راه‌آهن تهران | - موزه فرش ایران - موزه هنرهای معاصر - موزه سینما ایران - سینما آزادی - موزه موسیقی ایران - سینما فرهنگ - تئاتر شهر - تالار وحدت - موزه صبا - موزه آبگینه و سفالینه - خانه صادق هدایت - شهرک سینمایی غزالی                                           | - کاخ‌موزه سعدآباد - موزه رضا عباسی - کاخ عشرت‌آباد - موزه جواهرات ملی ایران - موزه ملی ایران - کتابخانه و موزه ملی ملک - کاخ گلستان - شمس‌العماره - کاخ نیاوران - بوستان مینیاتور تهران - موزه بانک ملی ایران                       |
| گردش و فضای سبز | ورزشی | علمی |
| - ژوراسیک پارک تهران - بوستان آب و آتش - پل طبیعت - بوستان لاله - دریاچه چیتگر - موزه حیات وحش هفت چنار - باغ گیاه‌شناسی ملی ایران - باغ پرندگان تهران - بوستان بازیافت علی‌آباد - موزه حشره‌شناسی هایک میرزایانس | - بوستان جنگلی کوهسار - پرواز پاراگلایدر شهران - بوستان جنگلی پردیسان - مجموعه ورزشی انقلاب - مجموعه ورزشی آزادی - بوستان جنگلی چیتگر - پیست‌های اسکی توچال و شمشک و دیزین - کوهنوردی کوهستان‌های تهران                                                | - موزه زمان (تماشاگه زمان) - رصد خانه زعفرانیه - موزه دکتر حسابی - موزه پست و تلگراف - سازمان اسناد و کتابخانه ملی ایران - موزه ملی خودرو ایران - موزه صنعت برق ایران - موزه ملی تاریخ علوم پزشکی ایران                           |
| تجاری | خوراکی | تفریحی |
| کورش مال ستاری ایران مال چیتگر اطلس مال و آوا سنتر اقدسیه مرکز خرید اپال سعادت آباد مرکز خرید پلاتین شهرک غرب تیراژه ۲ شهید مدنی - مرکز خرید گلستان شهرک غرب - محل دائمی نمایشگاه‌های بین‌المللی تهران - مال‌های جدید تهران پالادیوم، ارگ و تیراژه ۲ و تهران مال - بازار سنتی تجریش - بازار موبایل علاءالدین - بازار مبل و موزه مبل یافت آباد - بازار تهران | - قنادی‌های کوک - رستوران‌ها و کافه‌های درکه - رستوران‌های فرحزاد - فودکورت پالادیوم - کافه و رستوران‌های ییلاقات تهران فشم و کن، میگون و لواسان - رستوران‌ها و کافه‌های دربند - کافه رستوران خانه هنرمندان ایرانشهر - کافه نادری - چلوکبابی‌های قدیمی تهران | - برج میلاد - پارک ارم - سرزمین عجایب مجتمع تیراژه اشرفی اصفهانی - سینما ۷ بعدی بوستان آب و آتش - تله‌کابین توچال - سورتمه تهران گلابدره - پارک شهر - دهکده آبی پارس - مجموعه آبی فشافویه - باشگاه موتورسواری صحرایی اتوبان بابایی |

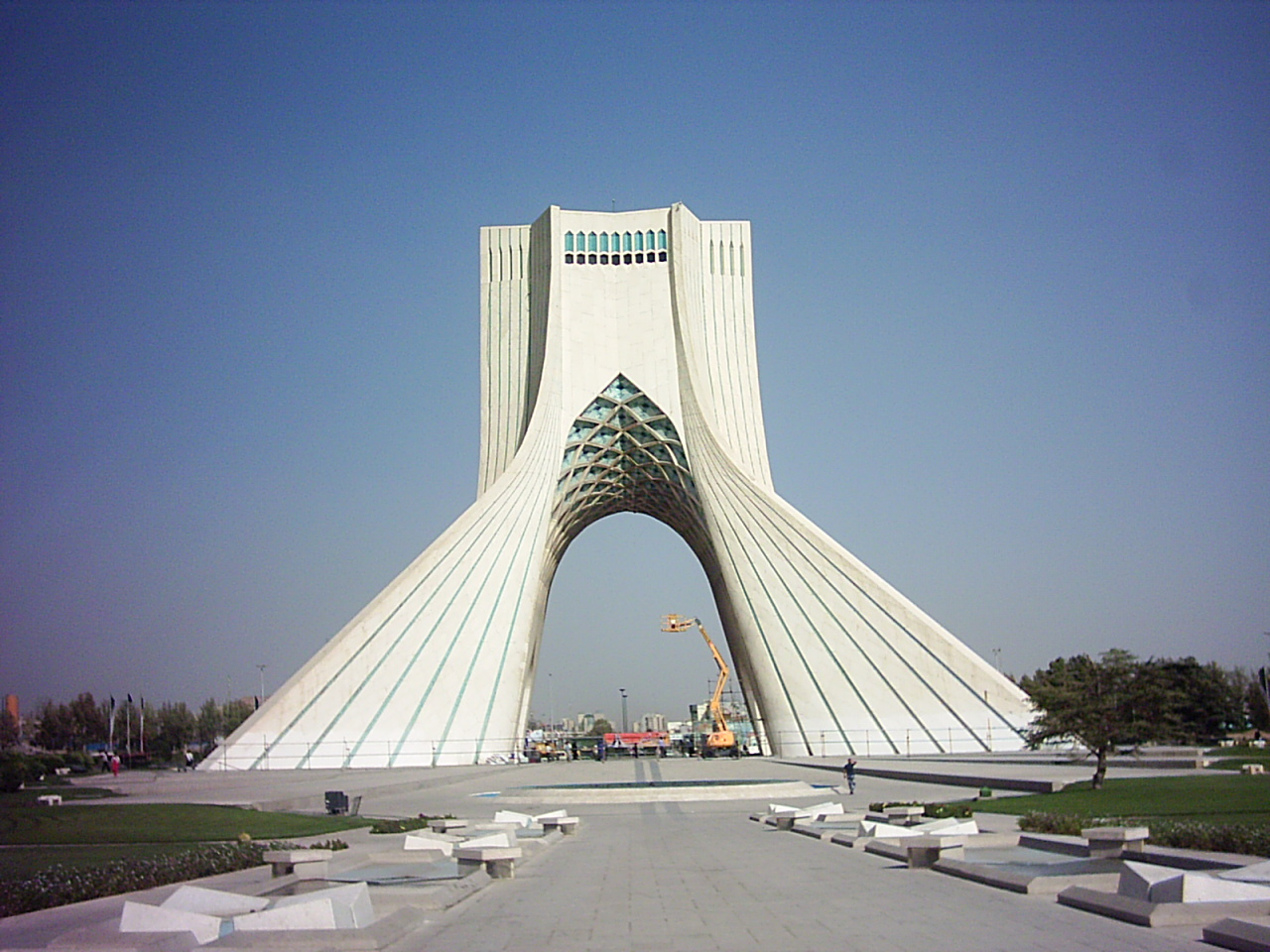
برج آزادی
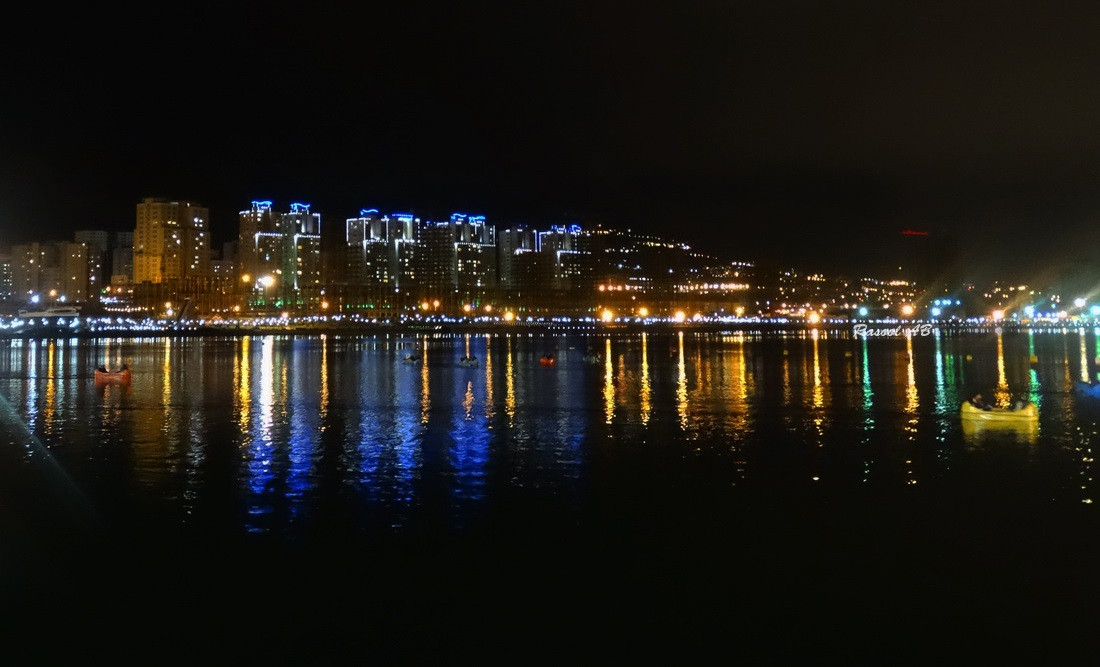
دریاچه چیتگر
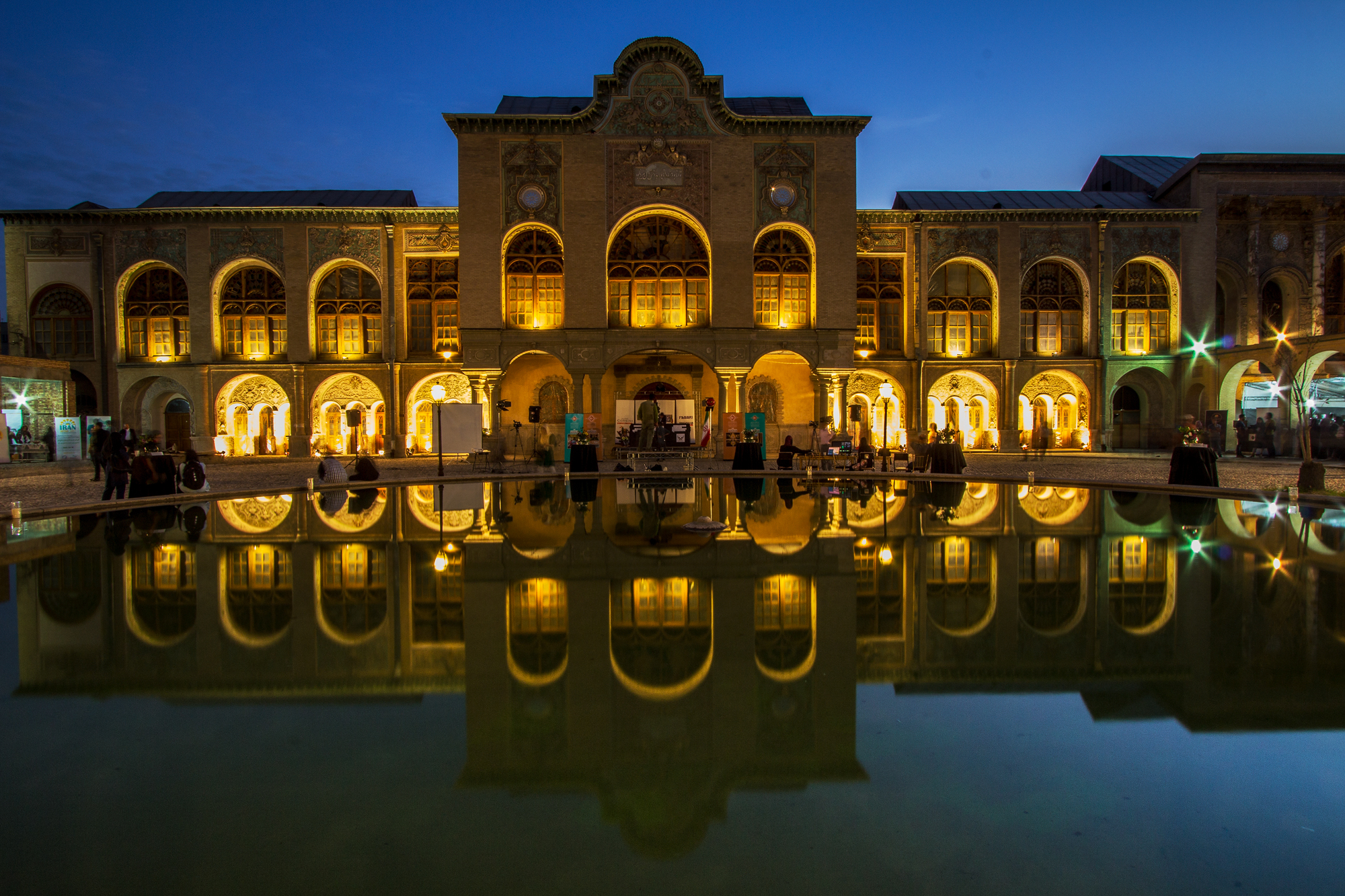
عمارت مسعودیه
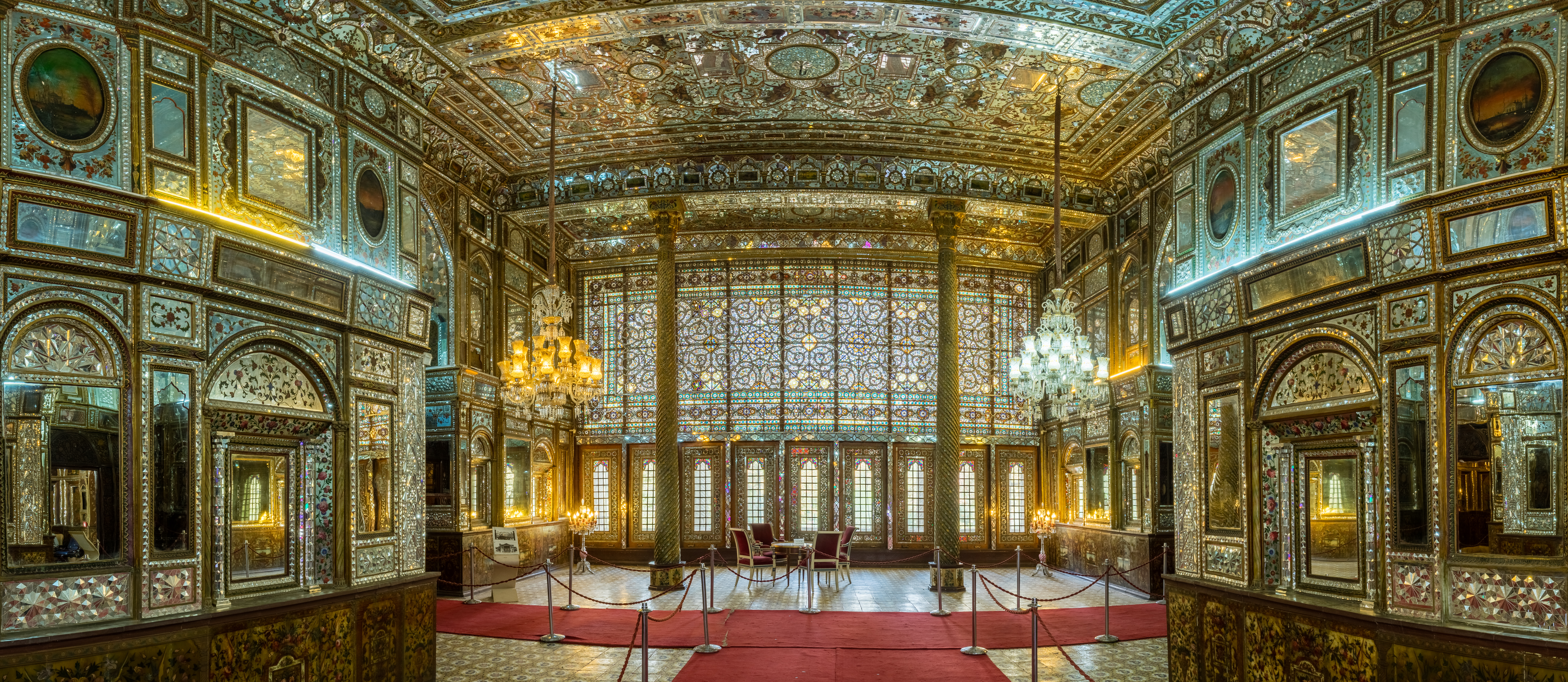
کاخ گلستان
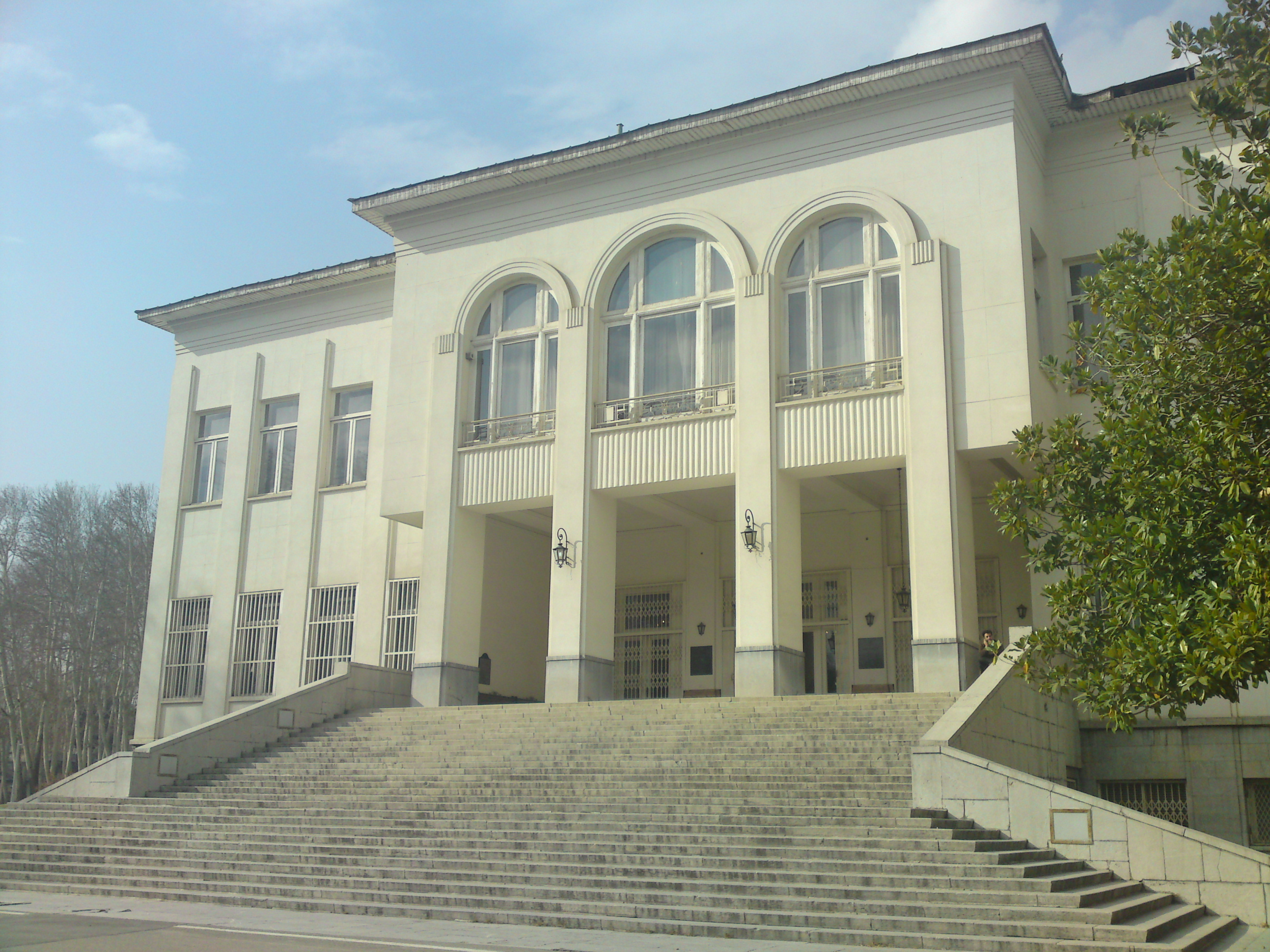
کاخ سفید؛ کاخ‌موزه سعدآباد
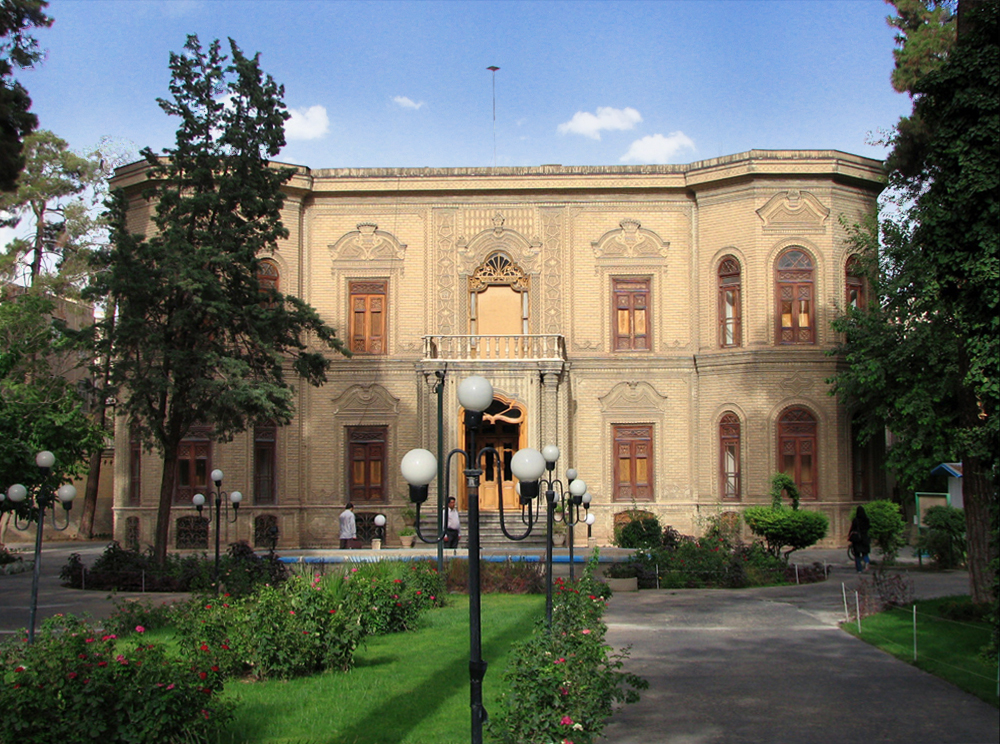
موزه آبگینه و سفالینه
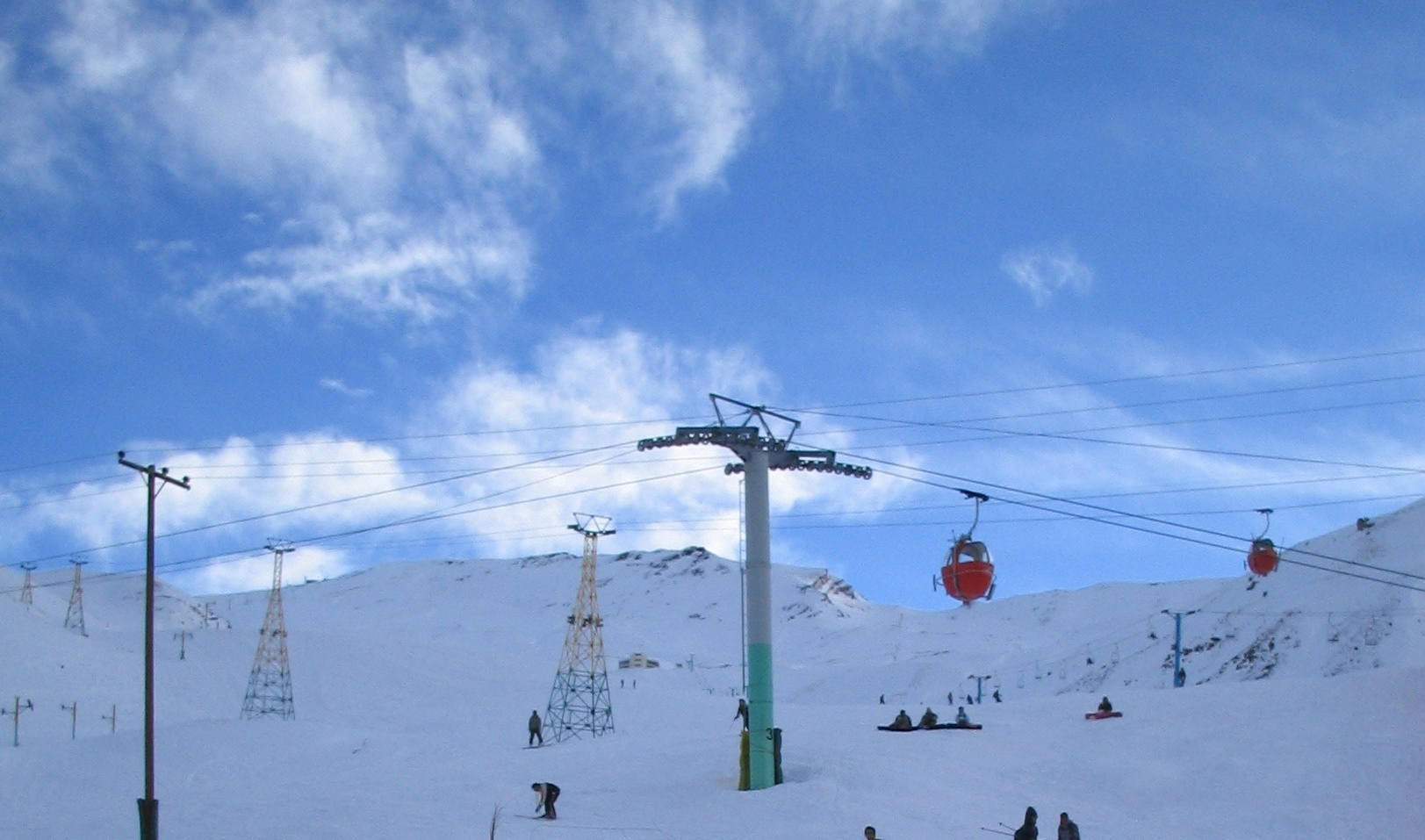
پیست اسکی دیزین
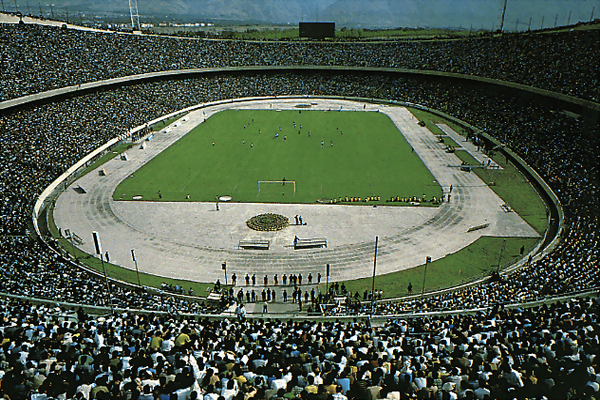
ورزشگاه آزادی

## جاذبه‌های گردشگری

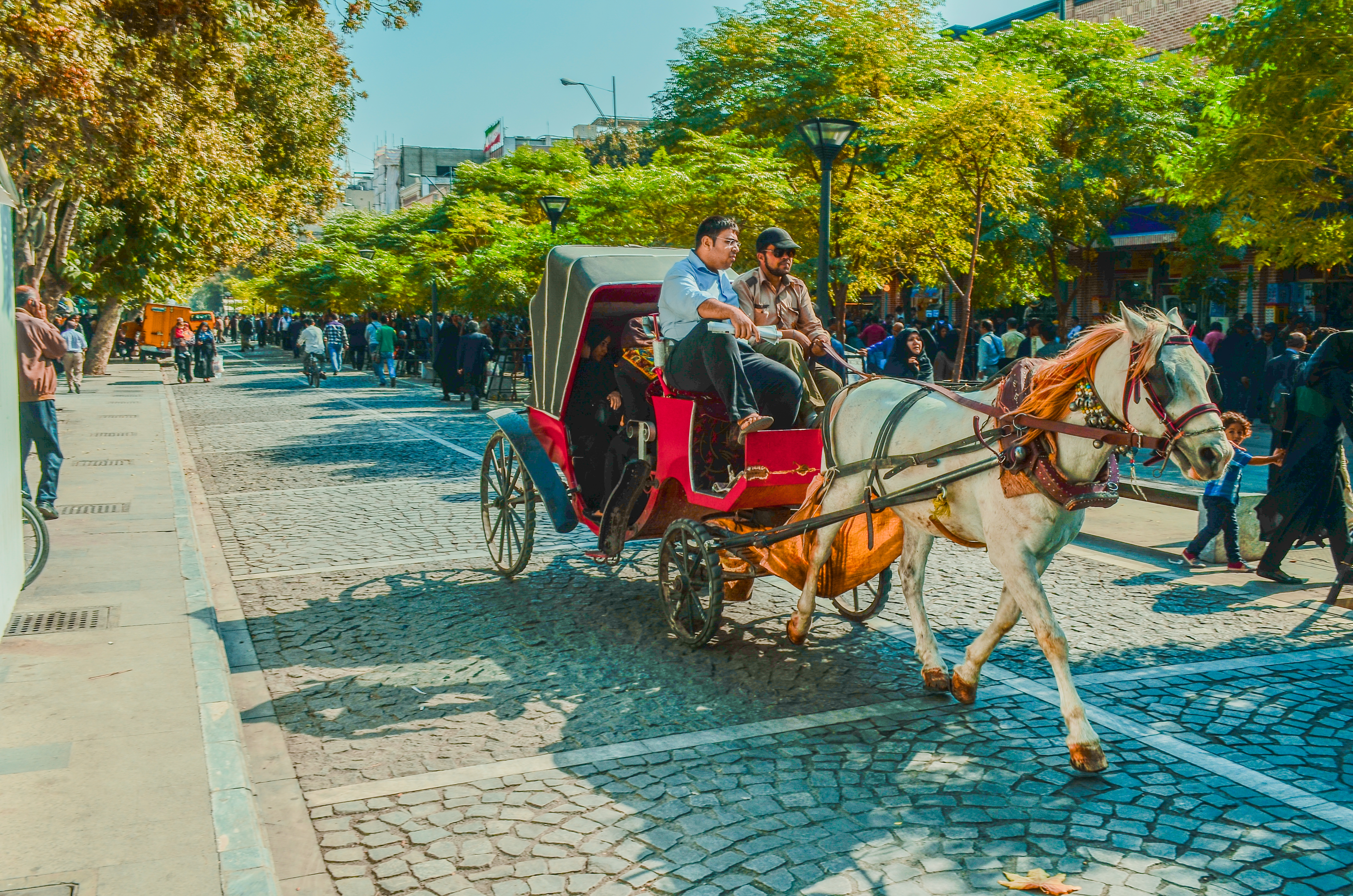
گردشگران در یکی از خیابانهای تهران

میدان و برج آزادی، برج میلاد، پل طبیعت و دریاچه چیتگر از مهم‌ترین جاذبه‌های گردشگری شهر تهران می‌باشند.

### بوستان‌ها
- ژوراسیک پارک تهران
- بوستان پلیس
- بوستان ملت
- بوستان لاله
- پارک المهدی
- بوستان ساعی
- پارک شهر
- بوستان قیطریه
- بوستان جمشیدیه
- بوستان اندیشه
- بوستان دانشجو
- بوستان پردیسان
- بوستان نیاوران
- بوستان جوانمردان
- بوستان ولایت
- بوستان نهج البلاغه
- بوستان آب و آتش
- بوستان بعثت
- پارک طالقانی
- بوستان گفتگو
- بوستان جنگلی چیتگر
- بوستان جنگلی لویزان
- بوستان جنگلی نصر
- بوستان جنگلی سرخه حصار
- بوستان جنگلی توسکا
- بوستان قائم (منطقه ۱۸ تهران-بلوار معلم)
- بوستان تمدن (منطقه ۸ تهران)
- بوستان فدک (منطقه۸ تهران)
- بوستان مصطفی خمینی

#### بوستان‌های جنگلی
- پارک دره فرحزاد

فضای سبز و درختان حاشیه رود دره فرحزاد ظرفیت بسیار ارزشمندی برای شهر تهران محسوب می‌شود که پتانسیل ارتقای سرانه تفریحی، تفرجگاهی شهروندان تهرانی را دارند.
| نام پارک  | مساحت (متر مربع) | منطقه |
| --------- | ---------------- | ----- |
| لویزان    | ۱۱٬۰۰۰٬۰۰۰       | ۴     |
| وردآورد   | ۱۰٬۴۵۸٬۰۰۰       | ۲۲    |
| چیتگر     | ۹٬۵۰۰٬۰۰۰        | ۲۲    |
| سرخه حصار | ۸٬۵۰۰٬۰۰۰        | ۱۳    |
| پردیسان   | ۳٬۰۰۰٬۰۰۰        | ۲     |
| توسکا     | ۳٬۰۰۰٬۰۰۰        | ۱۵    |
| کوهسار    | ۱٬۰۰۰٬۰۰۰        | ۵     |
| طالقانی   | ۳۱۰٬۰۰۰          | ۳     |
| آب و آتش  | ۲۴٬۰۰۰           | ۳     |
| پارک ملت  | ۳۴٬۰۰۰           | ۳     |
| خرگوش دره | ۶۵٬۰۰۰           | ۲۲    |

### کاخ‌ها
در تهران کاخ‌های زیادی تاکنون بر پا شده‌است که بیشتر آن‌ها مربوط به دوران پهلوی و قاجار هستند. از جمله کاخ‌های معروف تهران می‌توان کاخ نیاوران، کوشک احمدشاهی، کاخ صاحبقرانیه، عمارت عثمانی و پل رومی، عمارت دارالفنون، حوض خانه باغ قدیم نگارستان، کاخ گلستان، کاخ مرمر و شمس‌العماره را نام برد.

### موزه‌ها
بیش از ۳۰ موزه در سطح شهر تهران به فعالیت مشغولند که همه روزه تعداد زیادی بازدید کننده به‌سوی خود جلب می‌کنند.
از جمله:
- موزه مردم‌شناسی تهران
- موزه ملی ایران
- موزه فرش ایران
- موزه هنرهای معاصر تهران
- موزه پست و تلگراف
- موزه صنایع دستی مجموعه سعدآباد
- آبگینه و سفالینه
- موزه جواهرات ملی
- موزه رضا عباسی
- کتابخانه و موزه ملک
- ایران باستان
- موزه آثار طبیعی و حیات وحش ایران
- باغ موزه نگارستان
- خانه موزه مقدم

و کاخ موزه‌های:
- سعدآباد
- نیاوران
- گلستان

و بسیاری از موزه‌های دیگر تهران از جذابیت‌های آن به‌شمار می‌آیند. از تماشاگه‌های تاریخ، پول، و زمان نیز می‌توان به عنوان دیدنی‌های تهران یاد کرد.